# جورج كابوت
جورج كابوت هو تاجر وسياسي أمريكي، ولد في 3 ديسمبر 1752 في سالم في الولايات المتحدة، وتوفي في 18 أبريل 1823 في بوسطن في الولايات المتحدة. نشط حزبياً في Pro-Administration Party (United States) ‏. وقد انتخب عضو مجلس الشيوخ الأمريكي ‏ عن دائرة Massachusetts Class 1 senate seat ‏ خلال فترته النيابية ‏ (4 مارس 1795 – 9 يونيو 1796) وانتخب عضو مجلس الشيوخ الأمريكي ‏ عن دائرة Massachusetts Class 1 senate seat ‏ خلال فترته النيابية ‏ (4 مارس 1793 – 4 مارس 1795) وانتخب عضو مجلس الشيوخ الأمريكي ‏ عن دائرة Massachusetts Class 1 senate seat ‏ خلال فترته النيابية ‏ (4 مارس 1791 – 4 مارس 1793).